# Einsatzgruppe IV

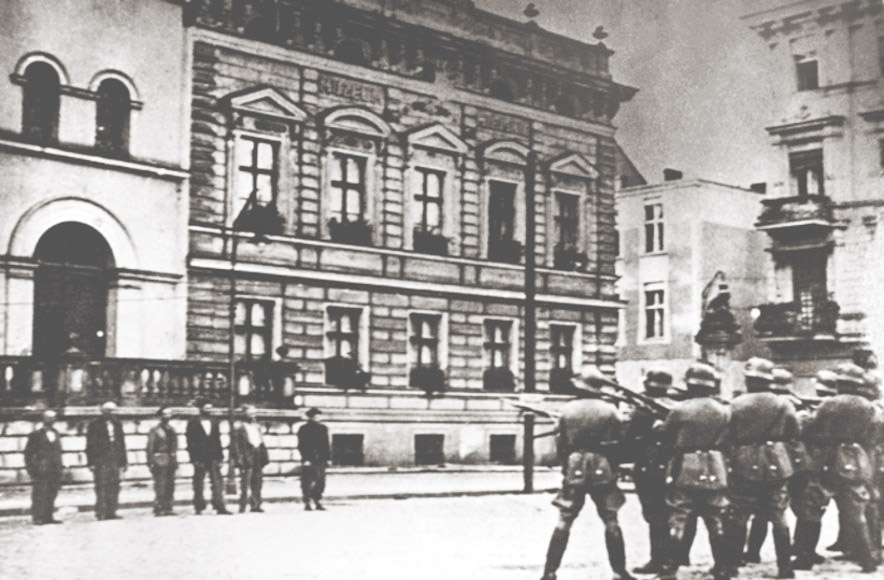
Krwawa niedziela w Bydgoszczy – egzekucja Polaków dnia 9.09.1939

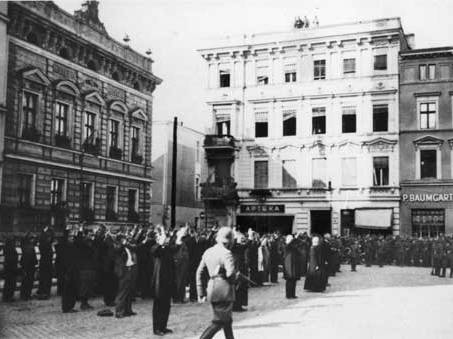
Zakładnicy na Starym Rynku w Bydgoszczy

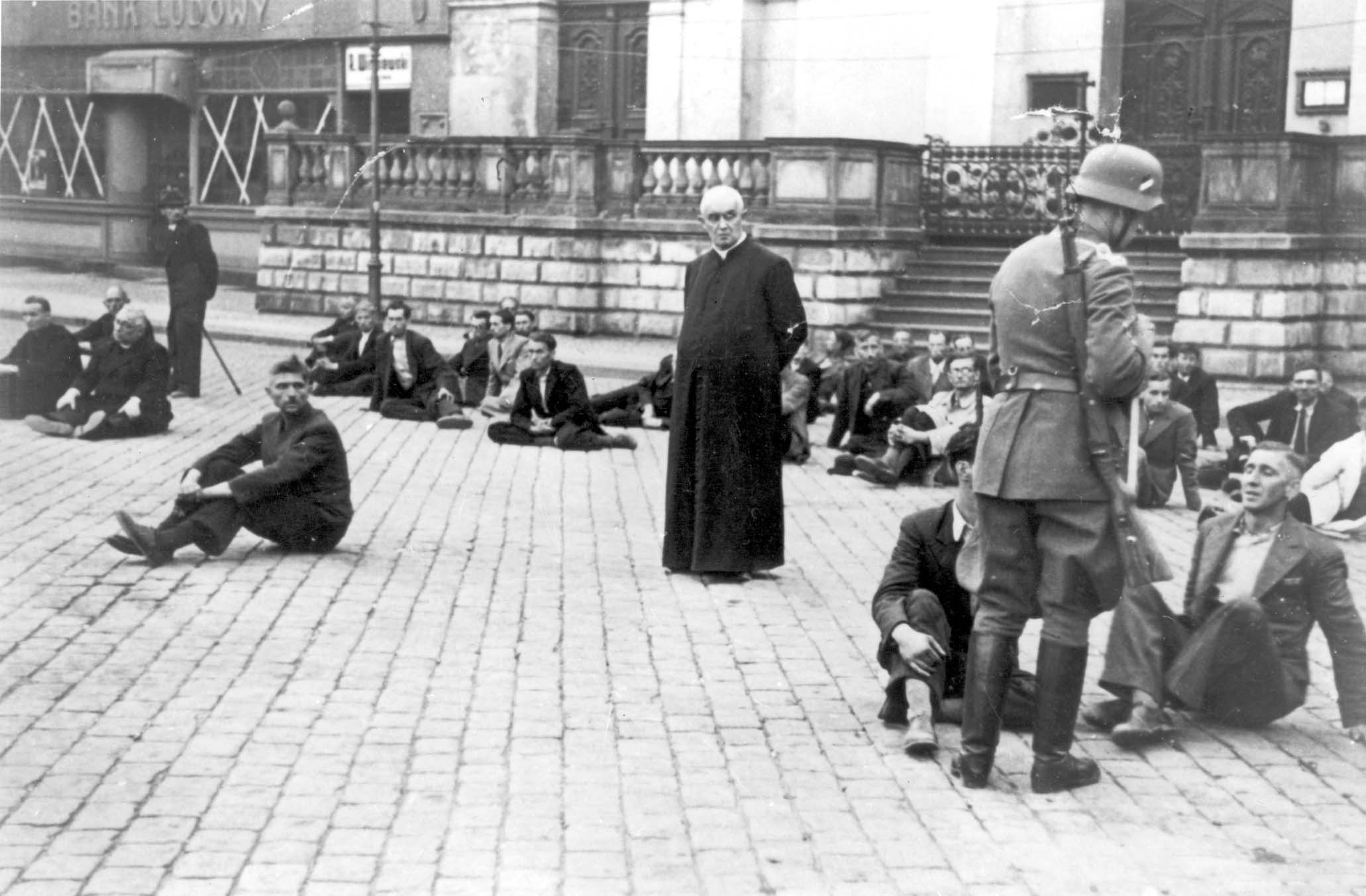
Polski ksiądz – jeden z zakładników oczekujących na rozstrzelanie

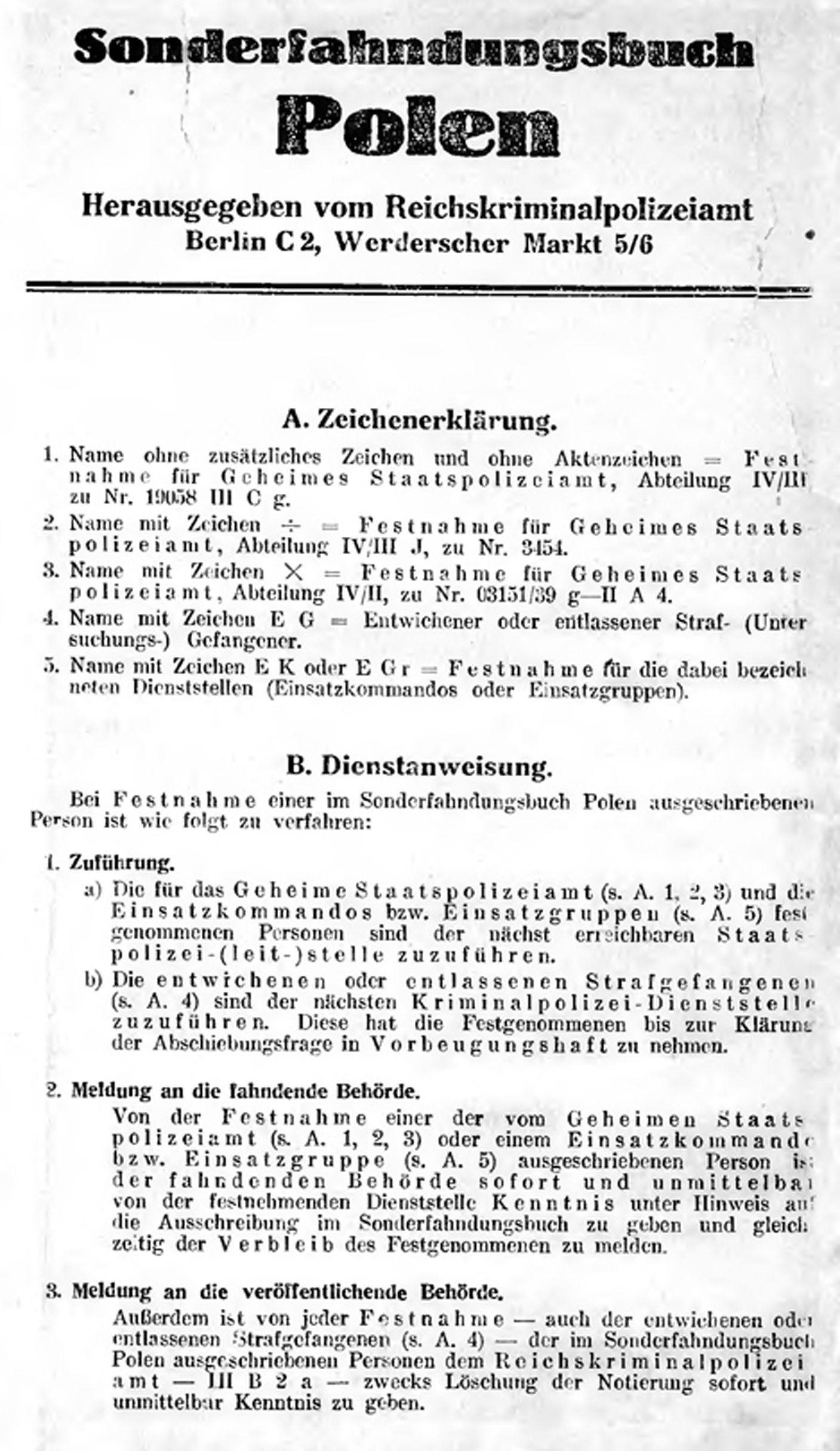
Sonderfahndungsbuch Polen – na jej podstawie aresztowano Polaków w czasie Intelligenzaktion w latach 1939–1940

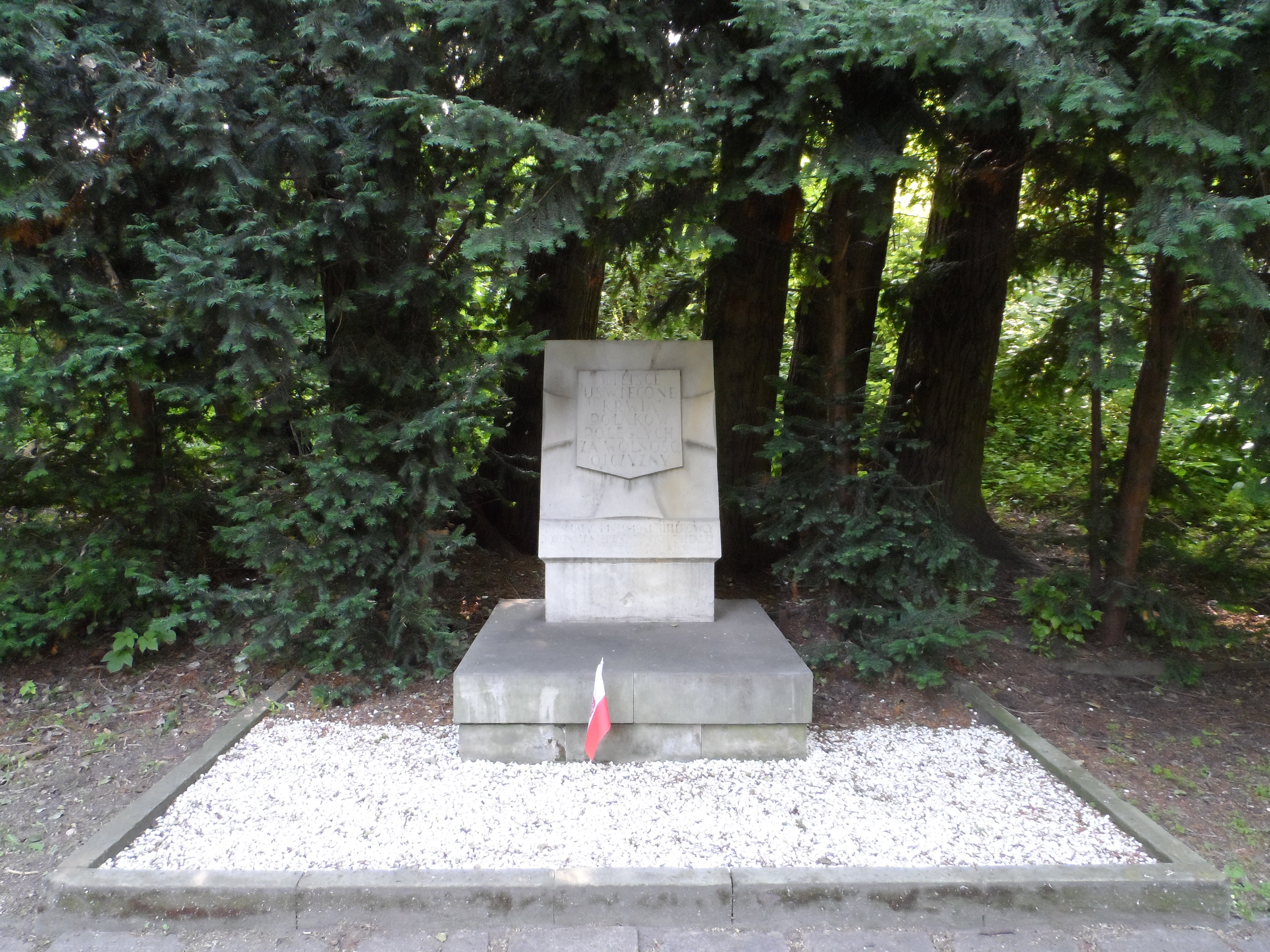
Tablica upamiętniająca ofiary egzekucji w ogrodach sejmowych

Einsatzgruppe IV (niem. Einsatzgruppe IV der Sicherheitspolizei und des SD, w skrócie EG IV) – jedna z sześciu niemieckich grup operacyjnych działających na terenie okupowanej Polski jesienią 1939. Podstawowym zadaniem tych grup była praktyczna realizacja założeń operacji „Tannenberg”, zwalczanie potencjalnych wrogów III Rzeszy, a także prewencyjne aresztowanie osób „niepewnych pod względem politycznym” na podstawie list proskrypcyjnych, tzw. Sonderfahndungsbuch Polen oraz ich eliminację w ramach tzw. Intelligenzaktion. Funkcjonariusze tych grup stanowili zalążek nazistowskiego aparatu terroru na terenie okupowanej Polski – niemieckiej policji, Gestapo oraz Sicherheitspolizei i Sicherheitsdienstu.

## Historia
Einsatzgruppe IV sformowana została w rejonie Złocieńca i do 4 września funkcjonowała jako Einsatzgruppe Damburg. Od 1 września, momentu wybuchu II wojny światowej, grupa ta kierowała się wraz z frontem w kierunku południowo-wschodnim. W kampanii wrześniowej przyporządkowana była niemieckiej 4 Armii pod dowództwem gen. Günthera von Kluge, której przypadło zadanie opanowania tzw. „polskiego korytarza” na Pomorzu. W trakcie postępu działań wojennych teren działalności Einsatzgruppe IV zmieniał się.
W początku września Einsatzgruppe 2/IV dotarła do pierwszej okupowanej polskiej miejscowości Chojnic. W mieście tym pozostał jeden oddział Sonderkommando, który dwie doby później skierowany został do Chełmży. 7 września 1939 roku Einsatzgruppe 2/IV dotarło do Koronowa przejmując od Wehrmachtu zarząd miejscowego miejskiego więzienia. Jednak już kolejnego dnia, 8 września Lothar Beutel otrzymał rozkaz przeniesienia do Bydgoszczy i koronowskie więzienie przejął z kolei oddział Einsatzkommando 16.
Drugi oddział Einsatzgruppe IV dołączył do pierwszego pododdziału (Einsatzkommando 1/IV) uczestniczącego od 5 września 1939 pod dowództwem SS-Sturmbannführera Helmuta Bischoffa w krwawej niedzieli w Bydgoszczy.
Po zakończeniu działań represyjnych w Bydgoszczy, 19 września Einsatzgruppe IV znalazła się w Białymstoku skąd 24 godziny przed oddaniem miasta w zarząd radziecki, skierowała się przez Ełk do Wystrucia. W końcu września ponownie skierowała się w kierunku Mazowsza i przez Pułtusk, Zatory oraz Jabłonnę dotarła wraz z niemiecką 8 armią 1 października 1939 roku do Warszawy. Część członków tej grupy oddelegowano także do Łodzi w celu nawiązania kontaktu z Einsatzgruppe III. Równocześnie dziesięcioosobowy oddział wydzielony skierowano także do Lublina, gdzie zasilił Einsatzgruppe II.
W Warszawie Einsatzgruppe IV zajęła wówczas gmach Ministerstwa Wyznań Religijnych i Oświecenia Publicznego przy al. Szucha nr 25. Od pierwszych chwil przybycia do Warszawy, funkcjonariusze Einsatzgruppe IV przystąpili do realizacji swoich zadań operacyjnych, dokonując licznych rewizji i masowych aresztowań. Celem byli przedstawiciele szeroko rozumianej „polskiej warstwy przywódczej” przeznaczeni do eliminacji w ramach akcji Intelligenzaktion. Część aresztantów rozstrzelano, część więziono, a resztę wysyłano do obozów koncentracyjnych.
Już 2 października EG IV aresztowało kilkuset Polaków z kręgów inteligencji, których w charakterze zakładników jako pierwszych więźniów osadzono na Pawiaku. Historycy przypisują EG IV m.in. aresztowanie ostatniego przedwojennego prezydenta miasta Warszawy Stefana Starzyńskiego. 8 października funkcjonariusze tej grupy operacyjnej aresztowali również 354 warszawskich księży i nauczycieli. EG IV aresztowała wówczas m.in. czołowych przedstawicieli kościoła ewangelickiego w Polsce, trzech braci Edmunda, Alfreda oraz Teodora Bursche.
Zakładników rekrutujących się z „polskiej warstwy przywódczej” Niemcy rozstrzeliwali w tajemnicy w różnych lokalizacjach miasta. Pierwsze potajemne egzekucje w czystkach etnicznych przeprowadzano od października do kwietnia 1940 roku na terenie tzw. ogrodu sejmowego – położonego na tyłach budynków sejmowych, na stokach skarpy wiślanej. Największe nasilenie akcji miało miejsce jesienią 1939. Jednorazowo rozstrzeliwano od kilku do kilkunastu aresztowanych. Aresztantów zmuszano najpierw do uklęknięcia pod ścianą, po czym rozstrzeliwano ich ogniem broni maszynowej. Ciała ofiar początkowo zakopywano na terenie ogrodów sejmowych, a później w ramach akcji zacierania śladów zbrodni palono lub wywożono w inne lokalizacje. Egzekucji dokonywali członkowie EG IV oraz policjanci niemieccy z 301. batalionu Schutzpolizei, zakwaterowanego w budynkach przedwojennego polskiego Sejmu. Przebiegiem akcji eksterminacyjnej dowodził SS-Standartenführer Josef Meisinger, pełniący od połowy listopada 1939 funkcję komendanta policji bezpieczeństwa i służby bezpieczeństwa (IdS) w dystrykcie warszawskim Generalnego Gubernatorstwa. Pierwszy dowódca IV grupy operacyjnej Lothar Beutel otrzymał natomiast awans na SS-Brigadeführera oraz nominację na zwierzchnika Policji Bezpieczeństwa i Sicherheitsdienstu w okupowanej stolicy Polski (nominacja nie doszła ostatecznie do skutku ze względu na skandal korupcyjny, w który zamieszany był Beutel).
Einsatzgruppe IV, podobnie jak pozostałe grupy organizacyjne, została oficjalnie rozwiązana 20 listopada 1939 (w polskich źródłach można znaleźć informację, iż nastąpiło to wiosną 1940). Funkcjonariusze EG IV przeszli do nowo utworzonego Urzędu Komendanta Policji Bezpieczeństwa i Służby Bezpieczeństwa na dystrykt warszawski (niem. Kommandeur der Sicherheitspolizei und des Sicherheitsdienstes für den Distrikt Warschau – KdSW). Siedzibę urzędu stanowił zajęty uprzednio przez EG IV gmach przy al. Szucha 25. W jego podziemiach zorganizowano areszt śledczy Gestapo.

## Struktura i nazewnictwo
Początkowo Einsatzgruppe IV nosiła nazwę Einsatzgruppe Dramburg, pochodzącą od niemieckiej nazwy Drawska Pomorskiego. Grupa ta liczyła dwa oddziały: Einsatzkommando 9 oraz Einsatzkommando 10. Jednak w czasie ataku na Polskę 4 września 1939 roku zwierzchnik SS Reinhard Heydrich w dalekopisie do dowódców wydał rozkaz reorganizacji oraz zmiany nazewnictwa. Od tego momentu grupa ta była jedną z sześciu grup operacyjnych tego typu działających w okupowanej Polsce i nosiła nazwę Einsatzgruppe IV, a podporządkowane jej Einsatzkommanda nosiły numerację Einsatzkommando 1/IV oraz Einsatzkommando 2/IV. Nazwa Einsatzgruppe IV der Sicherheitspolizei und des SD w języku polskim brzmi IV Grupa Operacyjna Policji Bezpieczeństwa. Każde komando EG IV liczyło od 200 do 250 ludzi. Jej struktura wyglądała następująco:
- Einsatzgruppe IV (dowódca – SS-Brigadeführer Lothar Beutel (od 23 listopada 1939 SS-Obersturmbannführer Josef Meisinger), działająca przy 4 Armii), a później od 1 października przy 8 Armii
  - Einsatzkommando 1/IV: SS-Sturmbannführer und Regierungsrat Helmut Bischoff
  - Einsatzkommando 2/IV: SS-Sturmbannführer und Regierungsrat Walter Hammer

## Zbrodnie Einsatzgruppe IV
Einstazgruppe IV dokonała w czasie kampanii wrześniowej wielu zbrodni na ludności polskiej, które największą skalę przybrały na terenie Bydgoszczy oraz Warszawy:
- Pomiędzy 5 a 10 września wraz z innymi oddziałami niemieckimi przeprowadzała na terenie Bydgoszczy akcję eliminacji inteligencji polskiej realizowanej poprzez masowe rozstrzeliwania ludności cywilnej[6][10]. Historycy oszacowali, że Einsatzgruppen wraz z niemieckim Wehrmachtem zamordowała w 1939 w Bydgoszczy od 1500[11] do 1900[11] obywateli polskich.
- Pomiędzy 9 a 10 września wraz z 6. batalionem zmotoryzowanym policji grupa ta przeprowadziła czystkę etniczną na terenie bydgoskiej dzielnicy Szwederowo. Według zaleceń Helmuta Bischoffa, który chciał, aby jego oddziały były „twarde i brutalne”, Niemcy przeprowadzili pacyfikację tej części miasta, zabijając każdego napotkanego Polaka[10].
- Od początku października 1939 funkcjonariusze EG IV przeprowadzali w Warszawie szereg aresztowań i egzekucji w ramach regionalnego warszawskiego etapu akcji eliminacji polskiej inteligencji, tzw. „Intelligenzaktion”. Historycy szacują, że czwarta grupa operacyjna w egzekucjach w ogrodach sejmowych oraz innych czystkach etnicznych zamordowała w Warszawie od kilkuset do tysiąca osób[12].

## Odpowiedzialność sprawców
Po wojnie działalność oraz zbrodnie Einsatzgruppen dokonane w kampanii wrześniowej nie były przedmiotem żadnej osobnej rozprawy sądowej. Proces w Norymberdze dedykowany działalności Einsatzgruppen poświęcony był zbrodniom dokonanym na Żydach oraz obywatelach ZSRR na terenie Rosji jakie miały miejsce od 1941 roku po ataku III Rzeszy na ten kraj. Zbrodnie dokonane w 1939 roku przez Einsatzgruppe na terenie II RP nie były przedmiotem tej rozprawy. Część nazistowskich niemieckich zbrodniarzy osądzona została za inne zbrodnie wojenne, jednak duża grupa funkcjonariuszy Einsatzgruppe IV, podobnie jak kolegów z innych grup operacyjnych, nigdy nie stanęła po wojnie przed wymiarem sprawiedliwości.